# Matematisk biologi
Matematisk biologi är ett tvärvetenskapligt forskningsområde som studerar och försöker hitta modeller för naturliga biologiska processer med hjälp av ett matematiskt angreppssätt. Det har både praktiska och teoretiska tillämpningar inom biologisk forskning.

## Populationsdynamik
Populationsdynamik har traditionellt varit det dominerade området inom matematisk biologi. Lotka-Volterras ekvation är ett känt exempel. Under de senast 30 åren har populationsdynamik kompletterats av evolutionär spelteori, först utvecklad av John Maynard Smith. 

## Modell för cellbiologi och molekylärbiologi

### Matematiska metoder
En modell för ett biologiskt system översätts till ett ekvationssystem, även om ordet 'modell' ofta används synonymt med motsvarande ekvationssystem. Lösningen till ekvationssystemet, som beräknas antingen numeriskt eller analytiskt, beskriver hur det biologiska systemet förändras med tiden eller vid en jämviktspunkt. Det finns många olika typer av ekvationer och olika typer av beteenden som kan uppträda beroende på modellen. Modellen kräver ofta olika antagande för systemet. 
Här följer en lista över matematiska beskrivningar och deras antaganden:
- Deterministiska processer (dynamiska system) En fix avbildning mellan starttillstånd och sluttillstånd.

- - Ordinära differentialekvationer (Kontinuerlig tid. Kontinuerligt tillståndsrum. Inga rumsderivator.)

- - Partiella differentialekvationer (Kontinuerlig tid. Kontinuerligt tillståndsrum. Rumsderivator finns med.)

- - Avbildningar (Diskret tid. Kontinuerligt tillståndsrum)

- Stokastiska processer (slumpmässiga dynamiska system) En slumpmässig avbildning mellan starttillstånd och sluttillstånd, som gör

tillståndet för systemet till en slumpvariabel med motsvarande sannolikhetsdistribution.
- - Icke-Markovprocesser
  - Kontinuerliga Markovprocesser